# Почесний громадянин міста
Поче́сний громадя́нин мі́ста — звання, що є вищим визнанням заслуг перед містом і його жителями.
Критерієм надання статусу почесного громадянина міста є насамперед оцінка діяльності особи згідно з принципом «людина для людини». Тобто, яким є внесок особи в розвиток місцевої громади, а отже й кожного з мешканців міста. Процедура висунення кандидатури й ухвалення рішення щодо неї є відкритою (про це пишуть у місцевих ЗМІ, з обґрунтуванням пропозиції надання тій чи іншій особі цього статусу можна ознайомитись на сайті органу місцевого самоврядування).
З цього випливає, що почесне громадянство міст як соціальні практики, що мають місце протягом тривалого часу й санкціонуються і регулюються не лише соціальними, а й правовими нормами, ґрунтується на певних європейських принципах та цінностях, які закріплено у низці міжнародних актів кінця XX — початку XX ст. Насамперед, це відкритість та участь як принципи належного врядування, встановлені Програмою розвитку Організації Об'єднаних Націй, Білою Книгою Європейського врядування та гуманістичний вимір у діяльності держави, який визначено однією з цінностей Хартією основних прав ЄС. Однак означені принципи та цінності тією чи іншою мірою є складниками соціальних європейських практик протягом уже не одного століття.
Було широко поширене в Російській імперії. Нині існує в низці країн, наприклад, Україні, Німеччині, Австрії, Росії, Вірменії.

## Історія
Почесне громадянство міст пройшло шлях від військового привілею за часів стародавнього Риму, до права на майнові, податкові привілеї у добу середньовіччя та до повністю церемоніального статусу у сучасному суспільстві.
Напевно, найдавнішу історію законодавчого регламентування надання звання почесного громадянина міста має Велика Британія. Ще 1237 року вперше визначено порядок надання звання «Freeman». Протягом тривалого часу відповідний статус передбачав значні привілеї, зокрема звільнення від дорожніх зборів, право голосу на парламентських виборах. Мала місце поширена практика купівлі статусу почесного громадянина міста («Freeman»). Втім, законами 1835 й 1885 років скасовувалась більшість привілеїв, що раніше забезпечувалася його носіям та заборонялося практику купівлі чи дарування означеного звання.
Отже, соціальні практики протягом значного проміжку часу не були бездоганними. Однак за всіх часів право надання відповідного звання належало до компетенції органів місцевого самоврядування й засадничий критерій, яким при цьому керувалися, становив внесок кандидата на звання почесного громадянина у розвиток міста.
Звання, поширене в Російській імперії в XIX — на початку XX століття. Воно надавалося за клопотанням міської думи і символізувало виняткову форму вираження вдячності суспільства конкретній людині за діяльність для добра міста, а також данина пошани особі, що має особливі заслуги перед Вітчизною. Це був почесний титул, не пов'язаний з жодними обов'язками. Наприклад, у Харкові звання існувало з 1837 по 1914 роки.
У СРСР в період застою (середина 1970-х) практику присвоєння звання почесного громадянина міст відродили. А після розпаду СРСР — вона залишилася в ряді країн, що вийшли зі складу СРСР. Водночас це звання було дуже поширене в містах країн Західної Європи в XX ст.

### Україна
- Почесні громадяни міста Бердичів
- Почесні громадяни міста Бровари
- Почесні громадяни міста Горішні Плавні
- Почесні громадяни міста Глухів
- Почесні громадяни міста Дніпро
- Почесні громадяни міста Добропілля
- Почесні громадяни міста Долини
- Почесні громадяни міста Житомир
- Почесні громадяни міста Запоріжжя
- Почесні громадяни міста Кам'янець-Подільський
- Почесні громадяни міста Київ
- Почесні громадяни міста Кременчук
- Почесні громадяни міста Луцьк
- Почесні громадяни міста Маріуполь
- Почесні громадяни міста Мелітополь
- Почесні громадяни міста Миколаїв
- Почесні громадяни міста Миргород
- Почесні громадяни міста Одеса
- Почесні громадяни міста Рівне
- Почесні громадяни міста Севастополь
- Почесні громадяни міста Суми
- Почесні громадяни міста Тернопіль
- Почесні громадяни міста Торецьк
- Почесні громадяни міста Умань
- Почесні громадяни міста Харків
- Почесні громадяни міста Херсон
- Почесні громадяни міста Хмельницький
- Почесні громадяни міста Чернівці

### Росія
- Почесні громадяни міста Курськ
- Почесні громадяни Санкт-Ленінграда